# Витт, Фриц
Фриц Витт (нем. Fritz Witt; 27 мая 1908, Хоэнлимбург (пригород Хагена) — 14 июня 1944, Вено, близ Кана, Франция) — немецкий офицер войск СС, бригадефюрер СС и генерал-майор войск СС, кавалер Рыцарского креста Железного креста с Дубовыми листьями.

## Биография
Фриц Витт родился 27 мая 1908 года в семье торговца текстилем. После окончания школы, с 1925 до середины 1931 работал торговцем в текстильных фирмах. 1 декабря 1931 года Витт вступил в НСДАП (партийный билет № 816 769) и СС (служебное удостоверение № 21 518) и был зачислен в ряды 1-го штурма 30-го штандарта СС, дислоцированного в городе Хаген. 17 марта 1933 поступил добровольцем в только что созданную штабсвахе СС (штабную стражу) СС «Берлин» — личную охрану Адольфа Гитлера — состоявшую из 117 человек под командованием Йозефа (Зеппа) Дитриха. На основе этого подразделения в 1934 был развёрнут Лейбштандарт СС «Адольф Гитлер», в составе которого Витт с июня 1934 командовал 2-м штурмом.
12 января 1935 года переведён в штандарт СС «Дойчланд» и назначен командиром 3-го штурма. В сентябре 1939 служил в дивизии «Кемпф», отличился во время Польской кампании, награждён двумя Железными крестами. С 1 октября 1939 командир 1-го батальона мотопехотного полка СС «Дойчланд». Во время Французской кампании проявил себя выдающимся командиром. Особенно отличился во время атаки на позиции батальона 20 английских танков «Матильда» 27 мая 1940. 4 сентября 1940 года был награждён Рыцарским крестом Железного креста.
16 октября 1940 вновь переведён в Лейбштандарт, с 26 марта 1941 командир 1-го батальона полка, в этом качестве участвовал в кампании против Греции (в 1942 за отличие в этой кампании награждён Германским крестом в золоте), а затем на Восточном фронте. С 1 июля 1942 командир 1-го моторизованного полка моторизованной дивизии СС «Лейбштандарт СС Адольф Гитлер». В январе 1943 временно командовал дивизией. В феврале-марте 1943 отличился в боях под Харьковом, за что был награждён Дубовыми листьями к Рыцарскому кресту.
24 июня 1943 стал первым командиром 12-й танковой дивизии СС «Гитлерюгенд», сформированной в основном именно из членов молодёжной нацистской организации «Гитлерюгенд». Даже среди войск СС бойцы дивизии «Гитлерюгенд» отличались фанатизмом и беззаветной храбростью. Во главе дивизии участвовал в боях в Нормандии против англо-американских войск в июне 1944 года. 14 июня 1944 был убит снарядом, выпущенным из корабельного орудия флота противника.

## Чины
- Труппфюрер СС (17 марта 1933)
- Гаупттруппфюрер СС (3 сентября 1933)
- Штурмфюрер СС (1 октября 1933)
- Оберштурмфюрер СС (9 сентября 1934)
- Гауптштурмфюрер СС (1 июня 1935)
- Штурмбаннфюрер СС (25 мая 1940)
- Оберштурмбаннфюрер СС (27 ноября 1941)
- Штандартенфюрер СС (30 января 1943)
- Оберфюрер СС (1 июля 1943)
- Бригадефюрер СС и генерал-майор войск СС (20 апреля 1944)

## Награды
- Железный крест (1939)
  - 2-й степени (19 сентября 1939)
  - 1-й степени (25 сентября 1939)
- Медаль «За зимнюю кампанию на Востоке 1941/42» (4 сентября 1942)
- Знак «за ранение»
- Нагрудный штурмовой пехотный знак в бронзе
- Орден звезды Румынии с мечами (16 июля 1942)
- Орден «За храбрость» 4-й степени 1-го класса (Болгария) (10 июля 1942)
- Немецкий крест в золоте (8 февраля 1942) — оберштурмбаннфюрер СС, командир 1-го батальона мотопехотной бригады СС «Лейбштандарт СС Адольф Гитлер»
- Рыцарский крест Железного креста с Дубовыми листьями
  - Рыцарский крест (4 сентября 1940) — штурмбаннфюрер СС, командир 1-го батальона мотопехотного полка СС «Дойчланд»
  - Дубовые листья (№ 200) (1 марта 1943) — штандартенфюрер СС, командир 1-го моторизованного полка СС «Лейбштандарт СС Адольф Гитлер»